# Chung cực bút ký
Chung cực bút ký (tiếng Trung: 终极笔记, tiếng Anh: Ultimate Note), là một bộ phim truyền hình trực tuyến Trung Quốc năm 2020 do Trâu Hi, Mã Tiểu Cương, Vệ Lập Châu đạo diễn, các diễn viên chính Tăng Thuấn Hy, Tiêu Vũ Lương, Cáp Ni Khắc Tư, Lưu Vũ Ninh, Phạm Minh, Thành Phương Húc. Bộ phim được chuyển thể dựa theo quyển 4: Xà chiểu Quỷ thành (蛇沼鬼城); quyển 5: Mê hải Quy sào (谜海归巢); quyển 6: Âm sơn Cổ lâu (阴山古楼); quyển 7: Cung lung Thạch ảnh (邛笼石影) trong bộ Tiểu thuyết Đạo mộ bút ký của nhà văn Trung Quốc Nam Phái Tam Thúc. Phim được công chiếu vào ngày 10 tháng 12 năm 2020 trên dịch vụ phát trực tuyến IQIYI.

## Nội dung
Trần Văn Cẩm nhờ bà Định Chủ Trác Mã - một Người Tây Tạng đã dẫn đường cho nhóm của Trần Văn Cẩm đến Tây Vương Mẫu quốc gửi các băng video đến 3 người là Ngô Tam Tỉnh, Trương Khởi Linh và Cầu Đức Khảo. Tuy nhiên, đoạn băng mà Trần Văn Cẩm muốn gửi Cầu Đức Khảo đã bị "Nó" gửi đến cho Ngô Tà. Ngô Tam Tỉnh vì muốn tận dụng nguồn nhân lực, vật lực hỗ trợ cho chuyến đi nên đã gửi băng video mình nhận được cho A Ninh.
Bưu kiện Ngô Tà nhận được gồm 2 băng video, một băng video trống và một băng video có hình ảnh. Băng video có hình ảnh là hình ảnh của Hoắc Linh tại viện an dưỡng tại thành phố Cách Nhĩ Mộc. Chú ba Ngô Tam Tỉnh phát hiện điểm kỳ lạ nhìn thời gian trong đoạn băng là ngày 22 tháng 8 năm 1997, tức 12 năm sau lần đi xuống Tây Sa Hải mộ nhưng Hoắc Linh vẫn không già đi.
Băng video có hình ảnh mà A Ninh nhận được là hình ảnh Ngô Tà cũng trong viện an dưỡng trên. Ngô Tà đoán hai cuộn băng, trong đó một cuốn lại là băng trắng. Như vậy nói lên rằng, nội dung bên trong cuốn băng căn bản không quan trọng. Thứ đối phương muốn gửi chính là bản thân cuốn băng. Ngô Tà dùng Tuốc nơ vít mở băng video ra phát hiện một tờ giấy viết thư có viết: "Tỉnh Thanh Hải, thành phố Cách Nhĩ Mộc, đường Côn Luân, ngõ Đức Nhi Tham, số 349-5". Bên trong cuốn băng còn lại là một cái chìa khóa bằng đồng thau, bên trên là chữ số: 306.
Ngô Tà đến thành phố Cách Nhĩ Mộc tìm địa chỉ trên. Đây là viện an dưỡng được xây dựng dành cho lãnh đạo của Quân Giải phóng Nhân dân Trung Quốc thời ấy đến ở. Vào giữa những năm 80 thì viện an dưỡng này đem sửa làm thành nhà hát kịch, nay đã bị bỏ hoang. Ngô Tà tìm được một cuốn Sổ tay do Trần Văn Cẩm ghi chép lại và phát hiện thông tin về Sài Đạt Mộc – Tháp Mộc Đà. Ngô Tà bị Hoắc Linh lúc này đã biến thành Cấm bà tấn công. Tiểu Ca cứu Ngô Tà và chạy ra khỏi viện an dưỡng. Ngô Tà gia nhập nhóm của A Ninh cùng đi đến tháp Mộc Đà. Trong chuyến đi này, công ty của Cầu Đức Khảo thuê Tiểu Ca, Hắc Hạt Tử làm cố vấn, tham gia chuyến đi còn có Giải Vũ Thần.
Cả đội đến gặp bà Định Chủ Trác Mã, tuy năm xưa bà dẫn đường nhưng chưa đưa nhóm của Trần Văn Cẩm đến Tây Vương Mẫu quốc. Sau khi qua khỏi Đại Sài Đán, tiến vào khu vực Sát Nhĩ Hãn (hồ muối Qarhan), người phụ nữ dẫn đường này cũng không tìm được đường đi tiếp nữa. Cuối cùng, nhóm của Trần Văn Cẩm đành chia tay với người dẫn đường tự mình xuất phát đi sâu vào trong hơn nữa vào Sa mạc bồn địa Sài Đạt Mộc.
Chuyến đi này bà Định Chủ Trác Mã tiếp tục dẫn đường, đi cùng còn có Trác Tây - cháu trai của bà và một người phụ nữ là con dâu của bà. Sau khi rời khỏi thôn nhỏ tên Lan Thác, đoàn xe tiếp tục đi vào sâu Sa mạc Gobi thì gặp bão cát làm cả đoàn lạc nhau. Ngô Tà, A Ninh cùng nhóm người của cô phát hiện một thuyền đắm giữa biển cát. Nhóm người trong đoàn của A Ninh mang ra từ trong thuyền nhiều vò gốm, trong đó là những cái đầu lâu người bị bọc đầy đất bùn. Đây chính là đầu của những người bị bắt làm tế phẩm. Có nhiều bộ lạc ở Tây Vực cho rằng, con người sau khi chết, linh hồn sẽ bay ra ngoài từ mắt hoặc tai, cho nên cho đầu vào vò rồi mới chém, chính là để nhốt linh hồn người này vào trong vò, như thế hiến tế mới có ý nghĩa. Một thành viên trong đoàn làm vỡ đầu lâu làm bọn thi biệt vương xuất hiện. Ngô Tà, A Ninh chạy trốn và gặp được Bàn Tử, Tiểu Ca, Phan Tử. Năm người tiếp tục đi đến một vùng lòng chảo nội lục dưới vách núi, dưới đây là rừng mưa nhiệt đới khác hẳn với địa hình sa mạc bên trên.
Trên đường đi đến cung điện của Tây Vương Mẫu, Phan Tử bị thương nặng, Tiểu Ca vì chiến đấu với trăn khổng lồ mà làm rơi mất "Hắc kim Cổ đao", A Ninh bị rắn mào gà (Kê quan xà) cắn chết. Ngô Tà không nhẫn tâm để thi thể A Ninh lại nên liền cõng lên lưng. Đêm đến, bầy rắn mào gà tha xác của A Ninh đi mất. Nhóm Ngô Tà đi tìm phát hiện được hang ổ của bầy rắn mào gà. Bầy rắn mào gà tha xác A Ninh, xác của những người trong nhóm của chú ba về đây dùng để làm thức ăn cho rắn con khi nở. Bàn Tử bị rắn mào gà cắn bị thương. Ngô Tà vì cứu Bàn Tử buộc lòng phải để thi thể của A Ninh lại đây. Bầy rắn mào gà truy đuổi hai người. Ngô Tà phát hiện dùng bùn bôi lên người thì rắn mào gà không đuổi theo nữa vì rắn dựa vào nhiệt lượng để tìm kiếm con mồi, khi xoa nước bùn lên khắp thân người, không những che khuất được nhiệt lượng, mà còn giấu được mùi. Trên đường trở về hội ngộ Phan Tử, hai người té vào một vực nước xoáy đến một cung điện ngầm dưới lòng đất. Đây chính là trung tâm của Tây Vương Mẫu quốc nằm ở trong một mạch nước dưới đất. Mạch nước ngầm ở đây cực kỳ phức tạp, khi đang đầy nước, chỉ cần cứ đi ngược dòng chảy lên phía trên là thế nào cũng tìm được lối lên trên mặt đất. Mà cứ đi xuôi theo dòng là thế nào cũng đến điểm dưới đáy của dòng nước – một hồ chứa nước ngầm khổng lồ. Họ gặp lại chú ba Ngô Tam Tỉnh, Hắc Hạt Tử, Giải Vũ Thần và Trần Văn Cẩm mất tích đã lâu nhưng kỳ lạ là cô không già đi. Thật ra Trần Văn Cẩm hóa trang làm con dâu bà Định Chủ Trác Mã luôn đi theo nhóm Ngô Tà.
Trần Văn Cẩm kể cho Ngô Tà nghe sự thật về bí ẩn Tây Sa hải mộ năm xưa và sự thật chú ba hiện tại là Giải Liên Hoàn. Giải Liên Hoàn cho Ngô Tà xem nội dung của băng video có hình ảnh thứ ba là nhóm Trần Văn Cẩm, Hoắc Linh đã đến cửa Thanh đồng tại Vân Đỉnh Thiên cung. Cả nhóm tiếp tục đi đến phòng luyện đan của Tây Vương Mẫu và vô tình kích hoạt cơ quan dưới chiếc bàn đá bày bản đồ sao. Dưới bàn đá này đã bố trí sẵn một cái bẫy thăng bằng, tất cả các viên đan dược trên bản đồ đều đã được tính toán trọng lượng cực kỳ chính xác, buộc phải lấy đan dược theo một trình tự cố định mới được, nếu không bàn đá sẽ mất thăng bằng, nghiêng xuống kéo khởi động cơ quan, tạo nên phản ứng dây chuyền, làm Ngọc dũng khắp bốn phía tự động tuột ra. Bàn Tử dùng thuốc nổ phát hiện một đạo động cho cả nhóm chạy thoát khỏi Ngọc dũng. Cả nhóm đi đến một hồ chứa nước ngầm khổng lồ, đi khoảng một Kilômét, họ đến một bãi nước cạn. Toàn bộ khu đất đều được hình thành từ mảnh gốm vỡ. Họ phát hiện một cái xác đang ngồi ngay ngắn trên vương tọa, trên mặt cái xác được phủ một lớp chất keo giống như vôi, có màu xanh lá cây, sau đó lại chạm khắc hình khuôn mặt trên lớp vôi đó. Trần Văn Cẩm tìm thấy Vẫn ngọc và cô quyết định ở lại trong Vẫn ngọc. Tiểu Ca cũng theo Trần Văn Cẩm vào Vẫn ngọc. Hắc Hạt Tử, Giải Vũ Thần quyết định không vào trong Vẫn ngọc mà quay lại đón Giải Liên Hoàn trở về nhưng Giải Liên Hoàn đã không từ mà biệt. Ngô Tà, Bàn Tử cũng không vào trong Vẫn ngọc mà đợi Tiểu Ca. Vài ngày sau, Tiểu Ca trở ra và bị mất trí nhớ. Ngô Tà, Bàn Tử cùng Tiểu Ca cùng trở về và đưa Tiểu Ca đi bệnh viện điều trị.
Ngô Tà giúp Tiểu Ca lấy lại ký ức đã mất nên tìm hiểu về xuất thân của anh thì được biết Tiểu Ca trước là gia nhân  của Trần Bì A Tứ, Ngô Tam Tỉnh mượn anh cùng đi đạo mộ. Lần đầu tiên Trần Bì A Tứ gặp Tiểu Ca tại thôn tên Ba Nãi nằm ở vùng trung tâm của Thập Vạn Đại Sơn ở Quảng Tây. Ngô Tà, Bàn Tử, Tiểu Ca đi đến thôn Ba Nãi, nhờ sự hướng dẫn của A Quý - người địa phương mà tìm được nhà sàn cũ của Tiểu Ca. Tại nhà sàn phát hiện một vật có hình hồ lô làm bằng sắt. Trong lúc trú chân tại nhà A Quý, cả nhóm biết được chuyện đội khảo cổ của Trần Văn Cẩm cũng từng đến đây. Nhờ A Quý giới thiệu lão Bàn Mã là người dẫn đường cho Trần Văn Cẩm năm xưa mà nhóm Ngô Tà biết được lão Bàn Mã dẫn đường cho đội khảo cổ của Trần Văn Cẩm đến một cái hồ trong núi Dương Giác. Lão Bàn Mã phát hiện đội khảo cổ mang đi những cái hộp có một thứ mùi kỳ lạ. Sau đó, lão nhận nhiệm vụ cứ cách vài ngày lại đi tiếp tế thực phẩm, đi cùng là bốn người dân trong trong làng vác đồ đạc giúp. Trong khoảng thời gian này, một trong số bốn người anh em của lão khi nhìn đồ tiếp tế nảy lòng tham, muốn xúc trộm gạo nhưng bị phát hiện nên giết người diệt khẩu. Giết người xong họ ném xác xuống hồ rồi vác gạo và thức ăn về thôn. Ba ngày sau, lão Bàn Mã quay trở lại xem tình hình thì phát hiện đội khảo sát bị giết xuất hiện trước mặt lão. Điểm kỳ lạ là lão ngửi thấy trên người họ xuất hiện một thứ mùi lạ giống mùi mà ngửi thấy ở những cái hộp.
Ngô Tà suy đoán những người bị bọn Bàn Mã giết quả thực đã chết, Bàn Mã cũng không hiểu rõ về đội khảo sát kia, và có một nhóm người khác hoá trang thành những người này. Cả nhóm quyết định đi đến cái hồ nằm trong núi Dương Giác, dẫn đường là A Quý và Vân Thái - con gái của A Quý. Nếu thật sự lão Bàn Mã có giết người rồi ném xác xuống hồ thì sẽ có xuơng dưới lòng hồ. Ngô Tà phát hiện buổi tối mực nước hồ vực đi khá nhiều do hiệu ứng Siphon nên đoán gần đây có thể còn một cái hồ lớn hơn nữa nối liền với nó. Cái hồ kia bị tác động bởi thủy triều hoặc khí áp, kéo theo hồ bên này cũng chịu chung ảnh hưởng. Do hồ quá sâu nên Ngô Tà đi tìm Giải Vũ Thần hỗ trợ thiết bị lặn. Bàn Tử, Tiểu Ca trong lúc ở lại hồ chờ Ngô Tà thì đi câu cá tại hồ, không may bị vực nước xoáy cuốn vào một hang động thông từ đáy hồ lên núi và mắc kẹt tại đây. Khi Ngô Tà, Giải Vũ Thần cùng Hắc Hạt Tử quay lại thì phát hiện nhóm người của Cầu Đức Khảo cũng đang ở tại hồ. Ngô Tà mượn thiết bị lặn của Cầu Đức Khảo xuống nước. Ngô Tà phát hiện ngôi làng và Trương gia Cổ lâu dưới đáy hồ nhưng không phát hiện được gì mà bị những chuông thanh đồng tại đây gây ra ảo giác giống như ảo giác do lực từ trường quá lớn của cây Xà thần trong Tần Lĩnh thần thụ suýt mất mạng. May mắn Ngô Tà thoát khỏi ảo giác được và cũng bị cuốn vực nước xoáy vào hang động. Ngô Tà gặp lại Bàn Tử, Tiểu Ca, cùng nhau chiến đấu với quái vật và thoát ra khỏi hang động. Ngô Tà bắn pháo sáng cho người Cầu Đức Khảo đến cứu và gặp lại chú hai của mình là Ngô Nhị Bạch. Ngô Nhị Bạch đưa Bàn Tử, Tiểu Ca đến bệnh viện điều trị vết thương. Trong lúc trò chuyện với chú hai Ngô Nhị Bạch, Ngô Tà nhớ lại ngôi làng và Trương gia Cổ Lâu dưới đáy hồ rất giống thôn Ba Nãi nên có suy đoán rằng thôn của A Quý, Vân Thái đang ở là giả, vì không muốn có người biết thôn thật sự đã biến mất nên mới cố ý xây dựng lên, giống như đội khảo cổ bị nhóm người Bàn Mã giết rồi có một đội khác xuất hiện thay thế bọn họ.
Thông qua manh mối mà chú ba để lại, Ngô Tà tìm được bản vẽ kiến trúc của Trương gia Cổ lâu. Hoắc lão thái thái biết tin muốn mua lại bản vẽ. Tuy nhiên, anh không muốn bán mà muốn gặp hỏi lý do vì sao bà lại muốn mua với giá cao như vậy. Ngô Tà, Bàn Tử, Tiểu Ca đến khách sạn Tân Nguyệt gặp bà. Lúc này tại khách sạn Tân Nguyệt đang đấu giá vật phẩm Quỷ nữu Long Ngư ngọc tỷ, do thiếu hiểu biết mà  chọn phải "Điểm Thiên đăng" nghĩa là không cần biết người ta bán ra thứ gì, cũng chẳng quan tâm có bao nhiêu lần trả giá, đều tự động tăng thêm một phiếu, thứ đó vẫn xác định thuộc về mình. Ngô Tà, Bàn Tử, Tiểu Ca tìm cách chạy trốn và mang theo Quỷ nữu Long Ngư ngọc tỷ. Sau đó, nhờ Hoắc Tú Tú và Giải Vũ Thần hỗ trợ mà chạy thoát được.
Hoắc lão thái thái đồng ý gặp nhóm Ngô Tà, khi nhìn thấy Tiểu Ca, bà quỳ xuống làm mọi người hết sức kinh ngạc. Bà biết đến Tiểu Ca do bà từng tham gia Lần trộm mộ lớn nhất lịch sử nhưng lúc này Tiểu Ca không còn nhớ được gì. Hoắc lão thái thái đề nghị hợp tác với Tiểu Ca cùng đi đến Trương gia Cổ lâu nhưng Tiểu Ca không tin bà và muốn Ngô Tà đưa anh về nhà. Tuy nhiên, phần muốn biết sự thật về thân thế của Tiểu Ca, phần muốn nhờ Hoắc gia; Giải gia dàn xếp sau vụ gây rối tại khách sạn Tân Nguyệt nên sau cùng cả ba đồng ý hợp tác và để Hoắc lão thái thái sắp xếp kế hoạch cho chuyến đi. Quân số lại được chia ra làm hai. Một đội do Bàn Tử, Tiểu Ca, Hoắc lão thái thái cùng người nhà Hoắc gia sẽ đi tới Ba Nãi, đội còn lại do Ngô Tà, Giải Vũ Thần cùng người nhà Giải gia đi tới núi Tứ Cô Nương ở Tứ Xuyên. Hai đội giữ liên lạc, phối hợp hành động. Đội của Ngô Tà đến nơi từng diễn ra Lần trộm mộ lớn nhất lịch sử nhưng không phát hiện thêm được gì mới. Đội của Bàn Tử, Tiểu Ca, Hoắc lão thái thái dựa vào Bản đồ địa hình do Cầu Đức Khảo cung cấp để vào hang động và bị mất tích.
Kết thúc phim, sau chuyến đi tới núi Tứ Cô Nương ở Tứ Xuyên. Giải Vũ Thần mang mặt nạ cho Ngô Tà giả dạng thành chú ba Ngô Tam Tỉnh tiếp tục điều hành công việc của chú ba tại Trường Sa, Hồ Nam. Mặt khác tiếp tục tìm kiếm thông tin về đội của Bàn Tử, Tiểu Ca, Hoắc lão thái thái.

## Diễn viên

### Diễn xuất chính
| Diễn viên        | Vai diễn         | Ghi chú |
| ---------------- | ---------------- | ------- |
| Tăng Thuấn Hy    | Ngô Tà           |         |
| Tiêu Vũ Lương    | Trương Khởi Linh |         |
| Thành Phương Húc | Vương Bàn Tử     |         |
| Lưu Vũ Ninh      | Hắc Hạt Tử       |         |
| Cáp Ni Khắc Tư   | A Ninh           |         |

### Diễn xuất phụ
| Diễn viên       | Vai diễn                     | Ghi chú |
| --------------- | ---------------------------- | ------- |
| Phạm Minh       | Ngô Tam Tỉnh, Giải Liên Hoàn |         |
| Vương Kình Tùng | Ngô Nhị Bạch                 |         |
| Lưu Tuyết Hoa   | Hoắc lão thái thái           |         |
| Lưu Dục Hàm     | Giải Vũ Thần                 |         |
| Lưu Nhược Yên   | Hoắc Tú Tú                   |         |
| Phương Bái Hâm  | Phan Tử                      |         |
| Đào Lạc Y       | Trần Văn Cẩm                 |         |
| Cúc Khả Nhi     | Vân Thái                     |         |
| Hà Vũ Đồng      | Thanh Thanh Mạn              |         |
| Trương Minh Ân  | Trương Nhật Sơn              |         |
| Hoằng Huyên     | Doãn Nam Phong               |         |
| Hồ Vân Hào      | Trần Bì A Tứ                 |         |
| Chu Kiệt        | Vương Minh                   |         |

## Nhạc phim
| STT | Tên                   | Phổ lời | Phổ nhạc | Trình bày     | Ghi chú     |
| --- | --------------------- | ------- | -------- | ------------- | ----------- |
| 1   | Âm thanh của bóng tối |         |          | Lưu Vũ Ninh   | Nhạc mở đầu |
| 2   | Bởi vì cậu            |         |          | Tăng Thuấn Hy | Nhạc kết    |
| 3   | Hòn đảo cô độc        |         |          | Sa Lạp Lạp    | Nhạc kết    |
| 4   | Xuyên hành            |         |          | Chu Hưng Đông | Nhạc đệm    |
| 5   | Không đen thì đỏ      |         |          | Lý Hành Lượng | Nhạc đệm    |
| 6   | Mê cục                |         |          | Tào Dần       | Nhạc đệm    |
| 7   | Ánh mắt của người     |         |          | Vương Dã      | Nhạc đệm    |